# Véhicule (transport physique)
 (janvier 2019).
Si vous disposez d'ouvrages ou d'articles de référence ou si vous connaissez des sites web de qualité traitant du thème abordé ici, merci de compléter l'article en donnant les références utiles à sa vérifiabilité et en les liant à la section « Notes et références ».
Pour les articles homonymes, voir Véhicule.

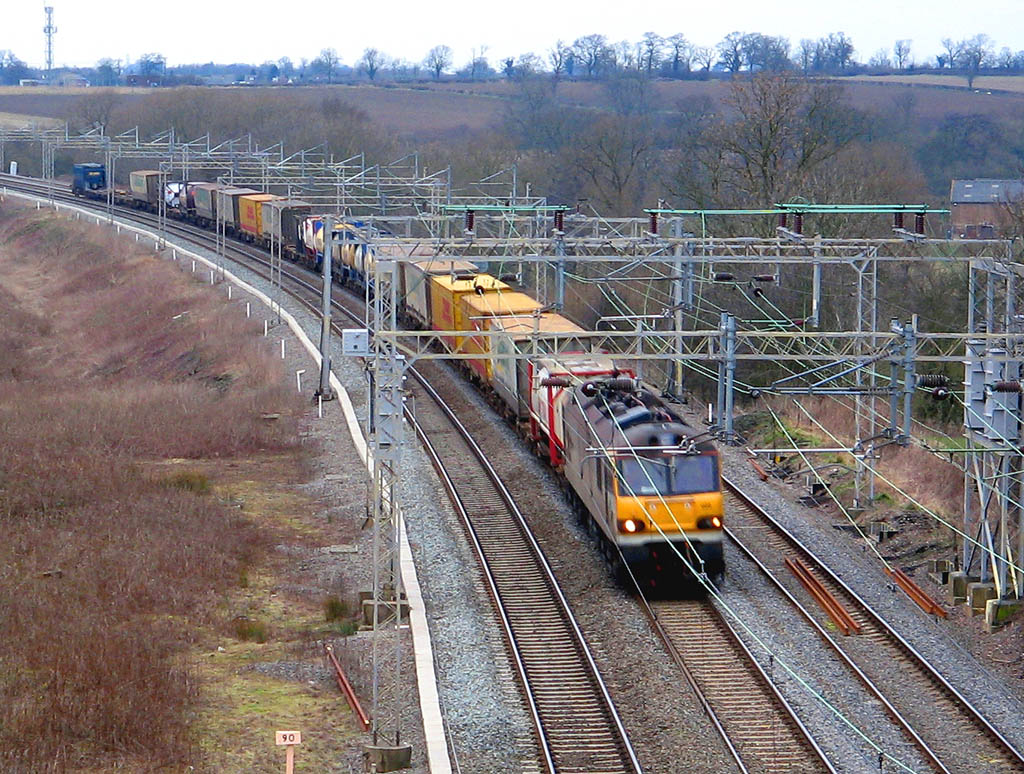
Train de conteneurs.

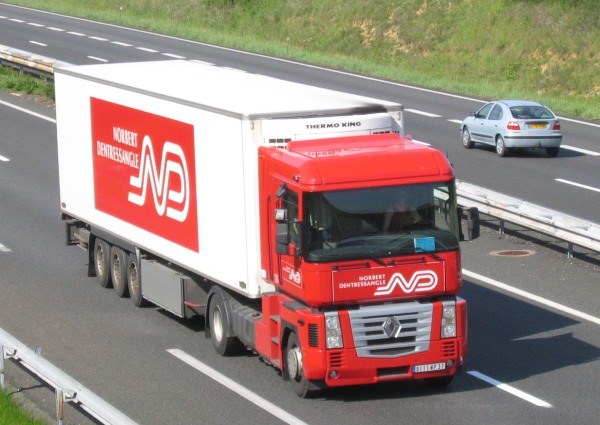
Cabine avancée (Renault Magnum).

Un véhicule est « ce qui sert à transmettre, à transporter » mais cet article se focalise sur ce qui concerne le transport physique, quel que soit le milieu (terre, air, mer, etc.) et les moyens mis en œuvre pour y arriver (force animale ou mécanique par exemple).

## Généralités

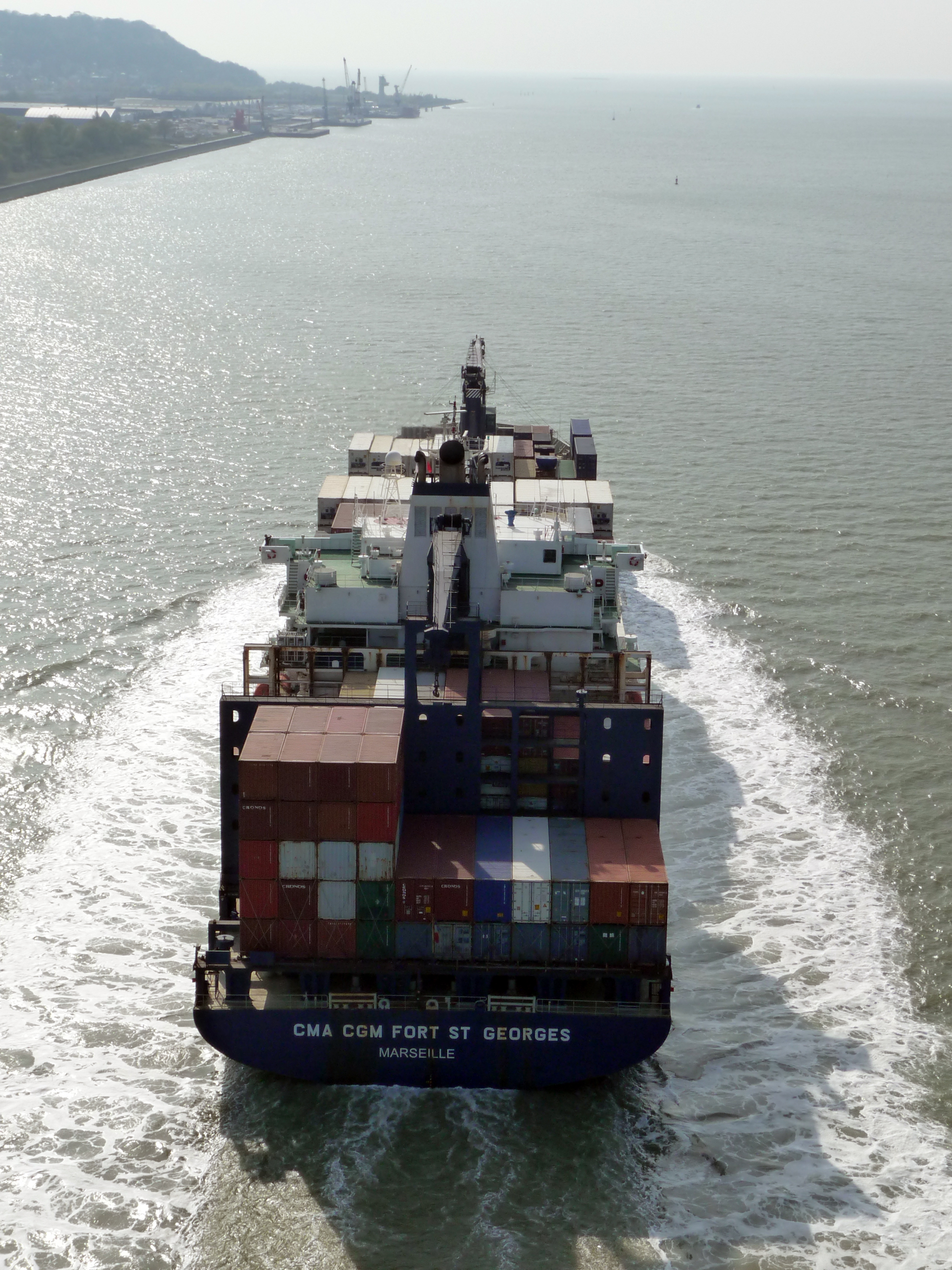
Porte conteneurs

Il s'agit le plus souvent d'un moyen de transport motorisé, mais sa finalité première n'est pas toujours le transport en lui-même (engins de loisirs, travaux publics, machines agricoles, engins militaires, etc.). Ce peut être :
- des véhicules propulsés par la force animale : le char, la voiture hippomobile ;
- des véhicules à propulsion humaine : la bicyclette, le skateboard, les patins à glace, la trottinette, sous-marins humide, aéronef à pédales ;
- des véhicules propulsés essentiellement grâce à l'effet de la pesanteur sur une pente : les skis, les luges, les schlittes ;
- des véhicules propulsés par le vent : le voilier, le char à voile, les voiliers des airs ;
- des véhicules à moteur :
  - sur route : l'automobile, le taxi, l'autobus, le trolleybus, l'autocar, le quatre-roues,
  - sur rail : le tramway, le métro, le RER, le train,
  - par câble : l'ascenseur, le funiculaire, le télécabine,
  - aérien : l'avion, la fusée,
  - sur mer : les bateaux, cargos, porte-conteneurs, etc.

## Définition légale

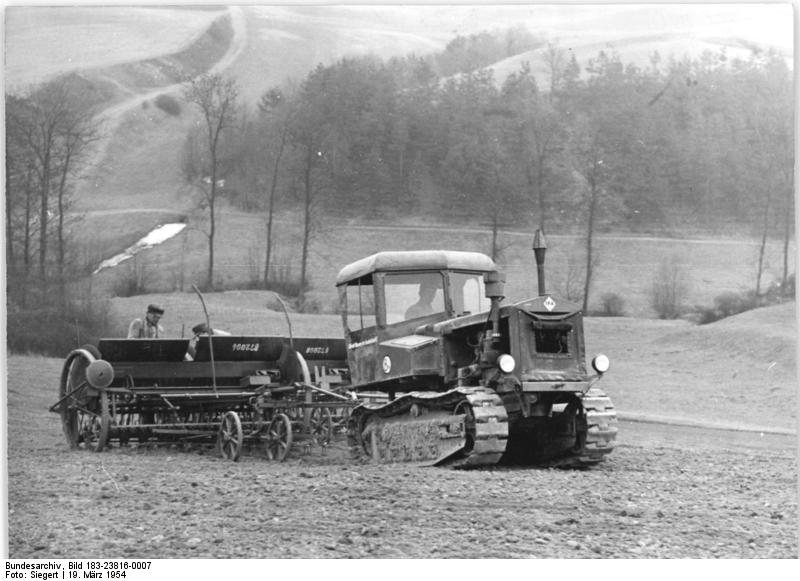
Tracteur des années 1950.

Le terme « véhicule » pouvant être employé dans des textes de lois, il importe de savoir quels sont les équipements concernés. Si cela est évident dans certains cas, c'est plus litigieux dans d'autres ; par exemple, une charrette à traction animale est un véhicule, mais un animal monté en est-il un ? Lorsque la loi ne le définit pas elle-même, la classification est faite, en cas de conflit, par le juge et relève donc de la jurisprudence.

### France
En France, le problème de la définition se pose en général en cas d'accident. La loi no 57-1424 du 31 décembre 1957 attribue la compétence aux tribunaux de l'ordre judiciaire « pour statuer sur toute action en responsabilité tendant à la réparation des dommages de toute nature causés par un véhicule quelconque » et non aux tribunaux administratifs (par exemple, un véhicule conduit par un agent d'une personne morale de droit public, comme l'État ou une collectivité territoriale, l'indemnisation étant à la charge de la personne morale) ou civils ; ceci déroge aux lois des 16 et 24 août 1790 et 28 pluviôse de l'an VIII (dommages de travaux publics) en ce qui concerne les actions en responsabilité extra-contractuelle.
Est considéré comme véhicule tout engin susceptible de se mouvoir par un dispositif propre, que ce soit par un moteur, mais aussi un animal, voiles, rames, pédalier. Cela comprend les engins terrestres, aériens, maritimes ou fluviaux, que ce soient des engins de transport ou de travail.
Sont par exemple considérés comme véhicule :
- un rouleau compresseur (pas tous) ;
- un vibreur, engin de chantier utilisé pour retirer des palplanches[4] ;
- un radeau servant à la construction d’un pont, mais utilisé par un agent pour regagner la rive ;
- une luge de secours tirée par un pisteur-secouriste[5].

Ne sont pas considérés comme véhicule :
- un ponton conçu comme installation fixe mais qui, emporté par une crue, dérivait au fil de l’eau ;
- une tondeuse à gazon poussée dans un jardin public[6] ;
- un animal utilisé comme monture[7].

#### Véhicule terrestre à moteur
Un véhicule terrestre à moteur est un engin doté d'un moteur destiné à le mouvoir sur le sol et capable de transporter des personnes ou des charges (par exemple voiture, moto, trottinette à moteur, etc.).
Sont exclus du périmètre d’application de la loi, les chemins de fer et les tramways circulant sur une voie dédiée.
Les véhicules miniatures motorisés (mini voitures ou mini moto), destinés à être utilisés par des enfants de moins de 14 ans sous surveillance d'un adulte sont assimilés à des jouets et sortent en principe du périmètre d'application de la loi. La frontière entre véhicule-jouet et véhicule terrestre à moteur reste assez floue et dépend essentiellement des conditions d'utilisation du véhicule (jeu ou déplacement).

## Normes internationales
Depuis 1949, les normes internationales prévoient que pour circuler sur des routes internationales, un véhicule doit avoir une largeur inférieure à 2,50 m ou 8,20 pieds et une hauteur inférieure à 3,80 m ou 12,5 pieds.
Le traité (Convention sur la circulation routière, avec annexes. Signée à Genève, le 19 septembre 1949) précise dans son article 23, que ces dimensions sont valables dans les États adhérents sauf s'il existe un accord régional qui prévoit que ces dimensions soient valables sur certaines routes.
D'autres normes existent également, en Europe, ou au Canada.

### Normes européennes
Des normes européennes définissent différentes sortes de véhicules dans l'Union européenne et/ou l'espace économique européen. Ils concernent essentiellement des véhicules ne circulant pas sur rails et les véhicules circulant sur rails.
Véhicules hors rails :
- les véhicules à moteurs sont soumis à des directives comme la Directive 2007/46/CE — Réception des véhicules à moteur, de leurs remorques et des systèmes, des composants et des entités techniques destinés à ces véhicules[12]. Sont notamment concernés les voitures, camionnettes, bus et autocars, assujettis à des dispositions européennes harmonisées ;
- les véhicules à deux ou trois roues et quadricycles sont concernés par des directives comme le règlement (UE) no 168/2013 du parlement européen et du conseil du 15 janvier 2013 ;
- les « véhicules agricoles et forestiers » regroupent des véhicules différents équipés d'un ou de plusieurs essieux et de deux, quatre ou davantage de roues ou de véhicules équipés de chenilles, par exemple des tracteurs à roues, des tracteurs à chenilles, des remorques et des engins tractés, utilisés dans un grand nombre d'applications agricoles et forestières, y compris des travaux spécialisés, le Règlement délégué (UE) 2015/68 de la commission du 15 octobre 2014 complétant le règlement (UE) no 167/2013 du Parlement européen et du Conseil en ce qui concerne les prescriptions en matière de freinage des véhicules pour la réception des véhicules agricoles et forestiers.

Les véhicules ferroviaires circulent sur des roues sur une ligne ferroviaire, avec ou sans traction; un véhicule se compose d'un ou de plusieurs sous-systèmes, selon la directive (UE) 2016/797 du parlement européen et du conseil du 11 mai 2016.
Une distinction entre les véhicules nautiques à moteur et les bateaux de plaisance est établie par la directive 2013/53/UE du parlement européen et du conseil du 20 novembre 2013.

## Classification

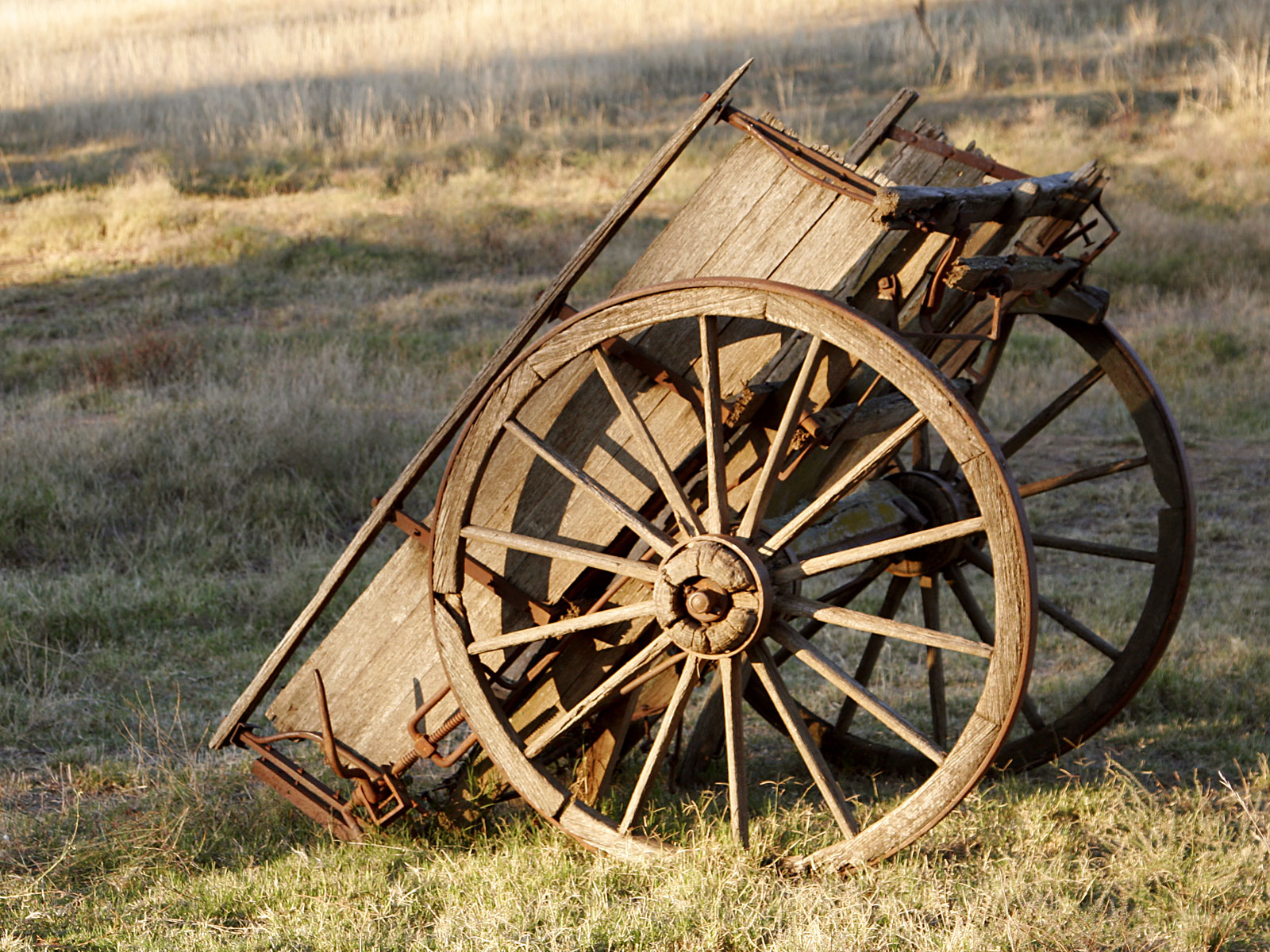
Une charrette en bois.

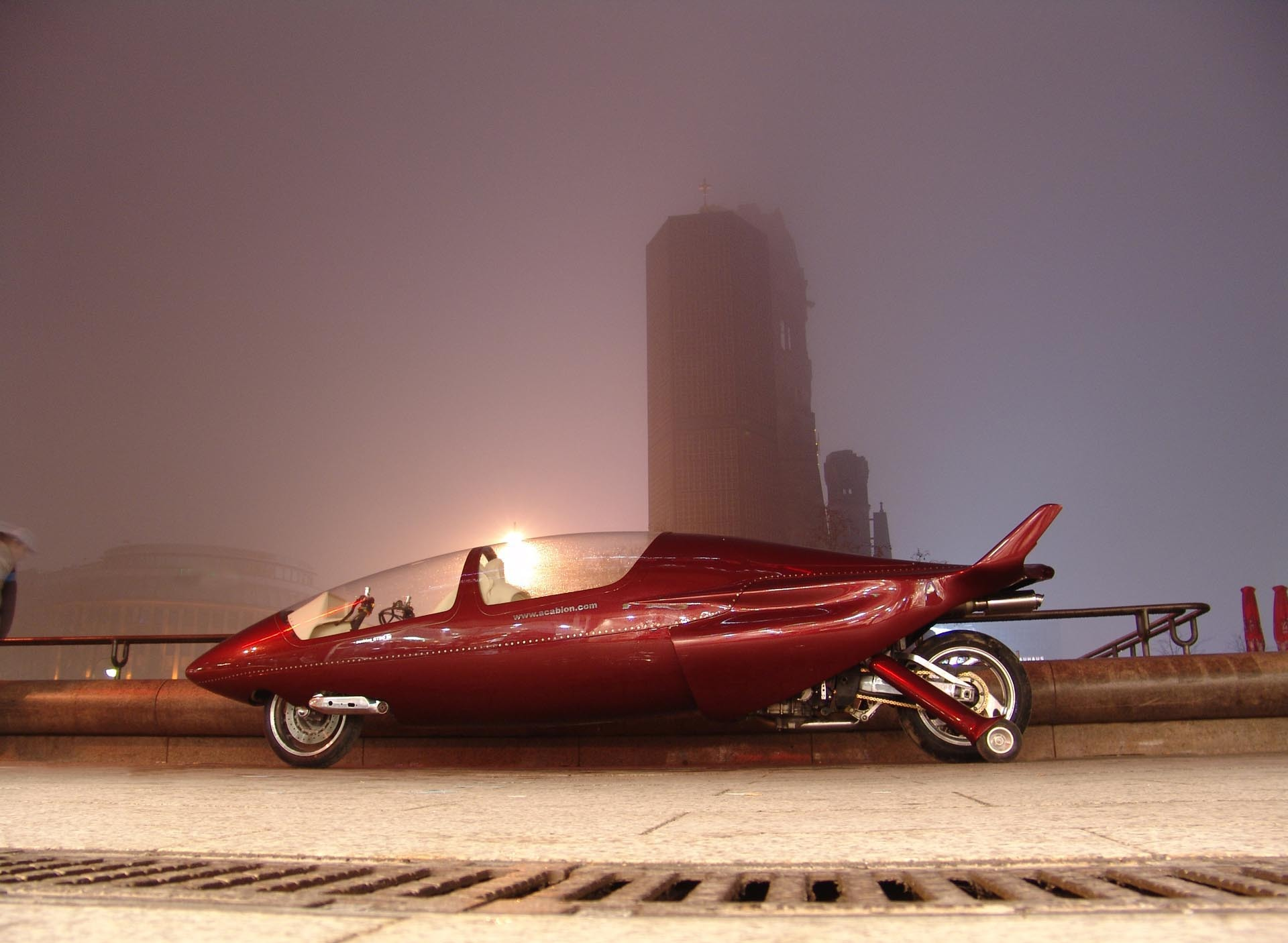
L'Acabion GTBO, véhicule profilé.

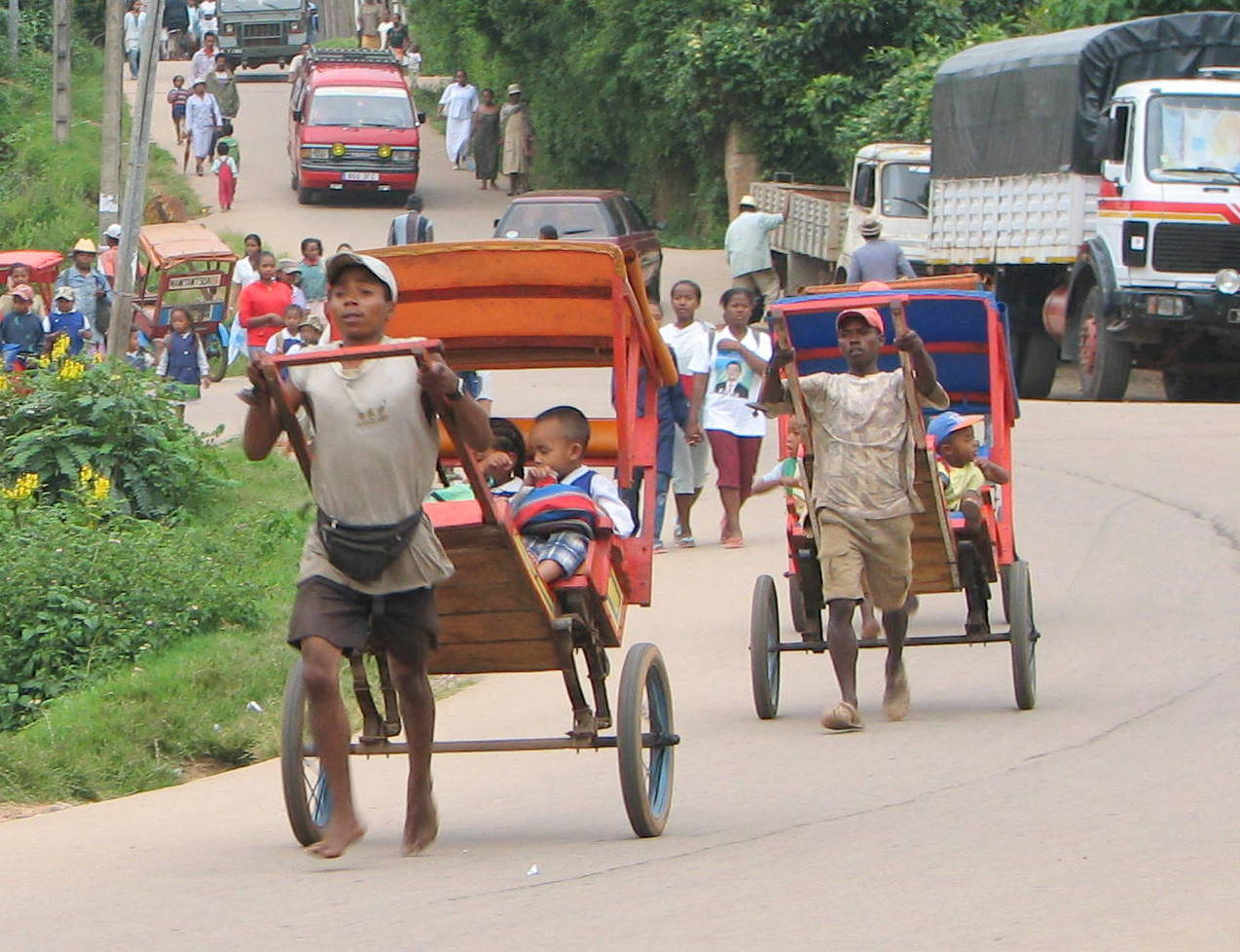
Pousse-pousse à Madagascar.

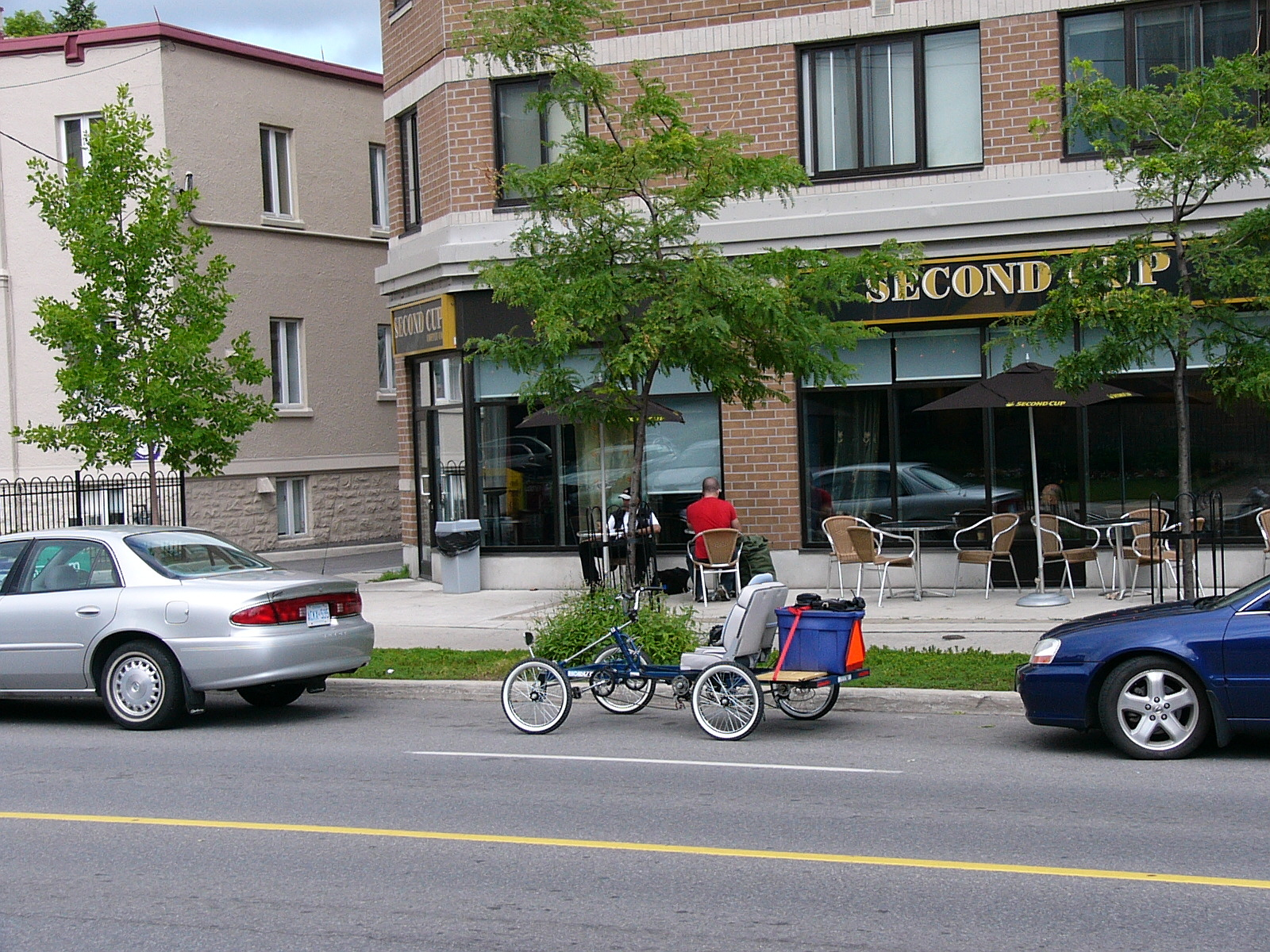
Rosalie garée dans une rue au Canada dans une file de voitures.

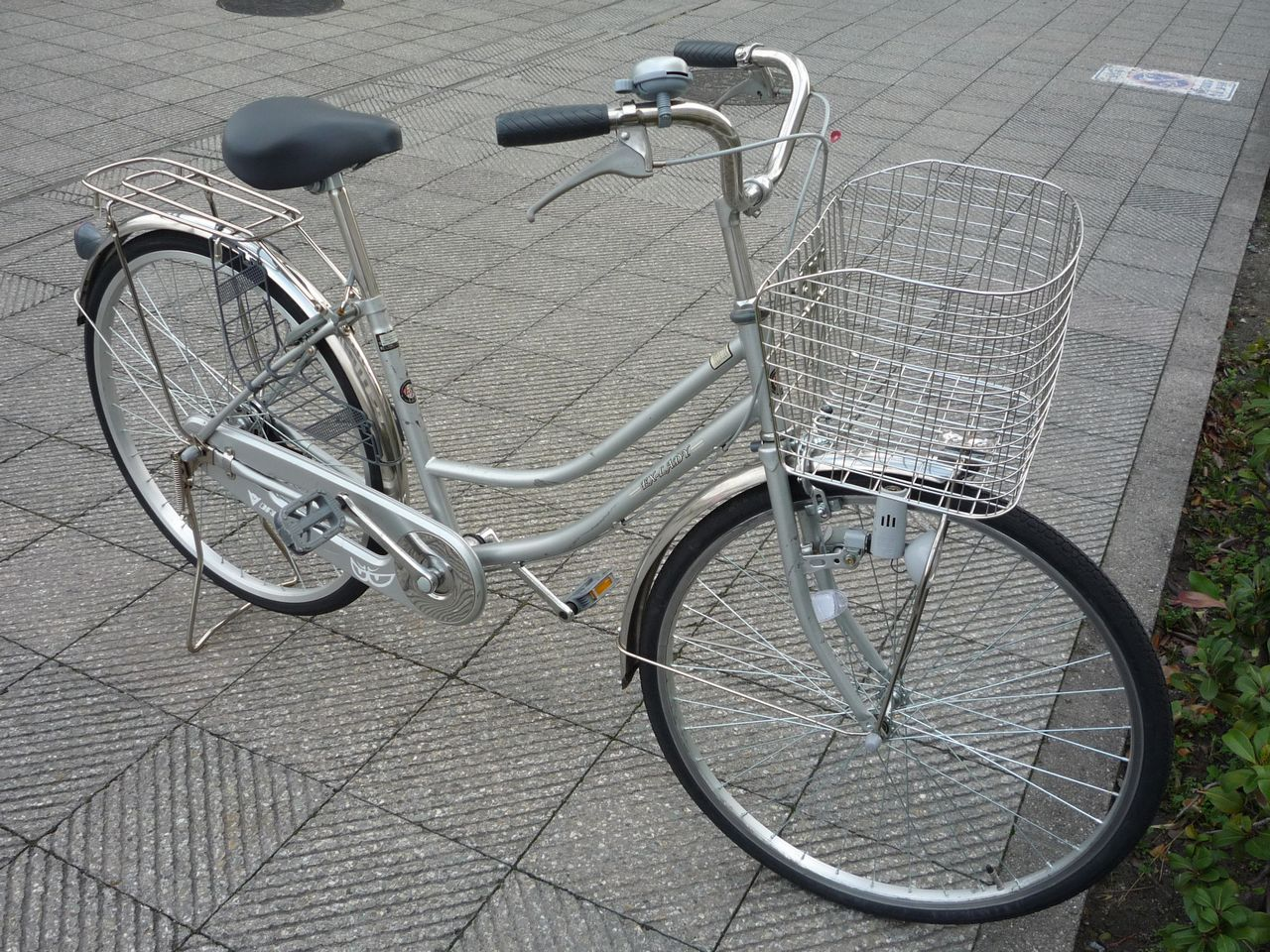
Le vélo reste un moyen populaire de transport.

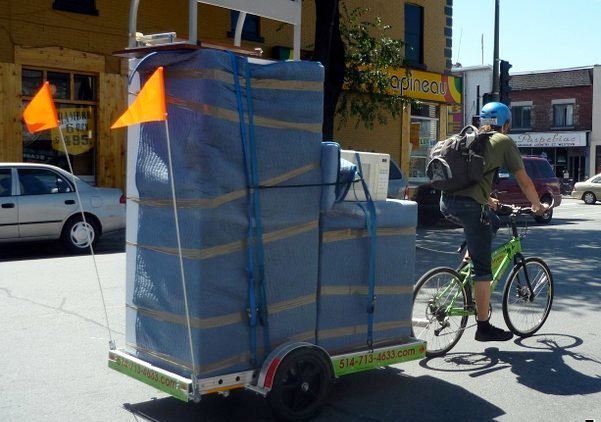
Muni d'une remorque, un vélo peut transporter plus de 300 kg.

Certains pays, alignés sur l'accord international de 1958, utilisent une classification commune des véhicules routiers à fin que les similarités réglementaires facilitent la circulation des véhicules et leur homologation. Dans cette classification, la première lettre indique une catégorie d'usage du véhicule, et le chiffre suivant indique une sous-catégorie.
| Lettres | Catégorie                                                        | Détails                                                                                               |
| ------- | ---------------------------------------------------------------- | --- |
| L       | Véhicules n'ayant pas quatre roues                               | Motos, side-car, etc. : L1 : scooter ; L7 : quadricycle                                               |
| M       | Véhicules d'au moins quatre roues pour le transport de personnes | Voitures et bus : M1 : nombre de sièges limités ; M2 : < 5 tonnes ; M3 : > 5 tonnes                   |
| N       | Véhicules d'au moins quatre roues pour le transport de biens     | camions : N1 : Véhicules utilitaires légers ; N2 : véhicules < 12 tonnes ; N3 : véhicules > 12 tonnes |
| O       | Remorques, y compris semi-remorque                               | |
| T       | Tracteurs agricoles et forestiers                                | |
| G       | Véhicules hors-route                                             | |

D'autres classifications peuvent aussi exister.
- Selon le type de motorisation :
  - animale : traîneau à chiens, véhicules hippomobiles tels que chariot, charrette, tombereau, diligence, etc. ;
  - humaine :
    - à pied : trottinette, brouette, charrette à bras, Diable, raquette à neige, skis,
    - à rames : canot, skiff, kayak,
    - à pédales : bicyclette, tricycle, pédalo ;

  - à moteur :
    - à combustion : automobile, motocyclette, avion léger,
    - diesel : machine agricole, engin de chantier, camion, locomotive, navire,
    - turboréacteur : avion.
- Selon le type de traction :
  - véhicules tractés : remorque, caravane, wagon ;
  - utilisant la force du vent : voilier, char à voile ;
  - utilisant la force de gravité : planeur, parapente, skis, schlitte, luge, bobsleigh ;
  - utilisant la force de gravité et /ou la force d'inertie : satellites en orbite, sondes spatiales.
- Selon le mode de propulsion :
  - par roues motrices ;
  - par surface fixe déviant une masse d'air (voilier, planeur) ;
  - par surface non profilée en translation (aviron, roue à aubes) ;
  - par surface profilée en translation alternée (godille) ;
  - par surface profilée en rotation (hélice, rotor) ;
  - idem plus réaction (turbo-propulseur, turboréacteur) ;
  - par réaction (moteur-fusée).
- Selon le milieu porteur :
  - sur terre : roulement (roues sur routes ou sur rails), glissement (skis sur neige, patins sur glace) ;
  - sur l'eau :
    - portance hydrostatique (volume de carène), portance hydrodynamique (planning, hydrofoil) ;

  - sur terre ou sur l'eau, par coussin d'air ou par effet de sol :
    - portance aérostatique (aéroglisseur), portance aérodynamique (hydravions en effet de sol) ;

  - dans l'air : portance aérostatique (ballon), portance aérodynamique (avion) ;
  - dans l'espace : fusée.
- Selon le mode de transport :
  - routier : automobile, autocar, camion, semi-remorque ;
  - ferroviaire : train, tramway, métro, autorail ;
  - par câble téléporté : tyrolienne, ascenseur, télésiège, téléphérique, télécabine ;
  - par câble tracté : convoyeur à bande, funiculaire, téléski, fil-neige ;
  - fluvial : péniche, chaland, bateau-mouche, bac ;
  - maritime : navire, cargo, ferry ;
  - aérien : ULM, avion, hydravion, hélicoptère, planeur ;
  - mixte : véhicule amphibie, aéroglisseur, hydravion ;
  - espace : fusée.
- Selon la finalité :
  - transport de personnes :
    - individuel : bicyclette, automobile, motocyclette, pousse-pousse,
    - collectif : taxi, autobus, tramway, métro, train, TGV, navire à passagers, ascenseur, télécabine,
    - loisirs : VTT, motoneige, parapente, planeur, quad, yacht, caravane, camping-car,
    - secours : ambulance, transport sanitaire, canot de sauvetage, hélicoptère ;

  - transport de marchandises :
    - légères : camionnette, fourgonnette, triporteur, bicyclette munie d'une remorque,
    - lourdes : poids lourd, semi-remorque, wagon, train, cargo, porte-conteneurs, pétrolier ;

  - transport de personnes et de matériels :
    - militaire : char, autochenille, jeep, chasseur, bombardier, drone,
    - secours : véhicules d'intervention fourgon d'incendie, véhicule de secours routier, unité mobile hospitalière ;

  - exploitation, transformation et transport de marchandises :
    - travaux divers : tracteur agricole, machines automotrices, draisine, motopompe, grumier, excavatrice, pelle mécanique,
    - pêche : chalutier, baleinier.

## Sécurité automobile
La sécurité des véhicules cherche à assurer la sûreté de tous les usagers, y compris avec des mesures visant à éviter les accidents, à limiter la sévérité des accidents avant qu'ils ne se produisent en réduisant la vitesse du véhicule (technologies de gestion et d'adaptation intelligente de la vitesse ; systèmes avancés de freinage), à réduire les blessures en cas d'accident, et à réduire les conséquences des blessures une fois l'accident survenu.
De ce fait l'amélioration de la sécurité des véhicules est un des moyens d'accroitre la sécurité routière. La sécurité des véhicules a été la plus grande contribution dans la baisse des blessures dans les accidents britanniques entre 1980 et 1996. Les règles européennes légales de protection contre les accidents ont permis de réduire la mortalité des accidents.
En Europe, les deux principales sources pour la sécurité des véhicules sont l'Union européenne et l'ONU. Toutefois, les équipements de sécurité dans les véhicules varient beaucoup d'une région à une autre en fonction des législations locales : un même modèle peut contenir des équipements de sécurité dans un pays alors qu'ils ne sont pas disponibles dans le même modèle vendu dans un autre pays, en fonction des législations locales.

### Sécurité pour le freinage et la direction
Pour améliorer le freinage existent des systèmes comme le système anti-blocage des roues, l'antipatinage, l'assistance au freinage d'urgence, le boîtier de servitude intelligent, le contrôle dynamique de la traction, l'Electronic Braking System, le freinage automatique d'urgence, le répartiteur électronique de freinage ou encore le système anti-collision.
Pour améliorer la direction existent des systèmes comme le contrôle électronique du blocage du différentiel, le Dynamic Steering Torque, le VSA, l'Hydrosteer et le correcteur électronique de trajectoire.

### Sécurité par la vitesse et la distance
Certains systèmes permettent de réguler la distance avec le véhicule qui précède, avec un radar de régulation de distance coordonné avec le limitateur ou le régulateur de vitesse.

### Sécurité par information du conducteur
Certains systèmes informent le conducteur comme l'affichage tête haute ou l'alerte de franchissement involontaire de ligne.

### Sécurité par visibilité
Les systèmes de visibilité sont connus depuis longtemps et permettent de voir et d’être vu, notamment :
- l'appel de phare ;
- l'éclairage automobile ;
- les feux de croisement ;
- les feux de position, ou ;
- les feux de route.

Les feux de détresse permettent également de signaler un embouteillage, ou un véhicule en panne.

### Sécurité pour les occupants
Différents systèmes de sécurité sont destinés aux occupants :
- l'appui-tête retient la tête lors d'un choc ;
- l'airbag réduit sensiblement le choc s'il est utilisé correctement.

Le prétensionneur de ceinture permet de faire fonctionner la ceinture de sécurité.
Une fois l'accident de sécurité survenu :
- le gilet de haute visibilité permet à un piéton d'être vu sur la route ;
- le triangle de présignalisation avertit les conducteurs arrivant d'un obstacle sur la route.

Des équipements pour enfants sont le réhausseur de siège et le siège enfant.
D'autres équipements sont le harnais et l'ISOFIX.

### Entretien
Le contrôle automatique de la pression des pneus aide à détecter les pneus sous gonflés.

### Sécurité pour les conditions extrêmes
La chaîne à neige, la chaussette à neige et le pneu d'hiver offrent de la sécurité dans les pays froids.

### Divers
La sécurité dans les véhicules couvre différents domaines comme la sécurité active, la sécurité passive, le verre de Sécurité Triplex.
Le verrouillage centralisé peut empêcher un occupant de sortir du véhicule en cas d'accident, mais ne sert pas à réduire les dégâts d'un accident.
D'autres équipements existent :
- technologie de sécurité des véhicules (en) ;
- adaptation intelligente de la vitesse ;
- assistance au freinage d'urgence ;
- feux de circulation diurne ;
- systèmes de détection des troubles de l'attention du conducteur (Impairment detection systems) : signes de somnolence, de maladie, d'abus de drogue ou d'alcool ;
- système d'éthylotest antidémarrage ;
- vision nocture pour véhicule (en) ;
- visualisation de l'angle mort ;
- détection de personnes et freinage automatique d'urgence ;
- système anti-collision ;
- caméras de feux rouges (contrôle automatisé du franchissement de feux rouges en France) ;
- enregistreur de données d'accident.

La couleur d'un véhicule ne joue pas nécessairement un rôle dans sa visibilité pour éviter un accident alors que la variation des couleurs pourrait jouer un rôle.

## Avantages
L'utilisation de véhicules adaptés permet le transport :
- de charges lourdes ;
- sur de grandes distances ;
- à grande vitesse.

La locomotive à vapeur a été un facteur déterminant de la révolution industrielle : transport des matières premières et des produits finis, déplacements des personnes.
Le transport industriel permet la mise en commun de facteurs de création dispersés, alors qu'en l'absence de véhicules, la création est limitée aux ressources matérielles et humaines présentes dans une région d'étendue limitée.
Le transport des personnes permet au plus grand nombre un accès aux loisirs (tourisme).
Les véhicules permettent d'évacuer rapidement des personnes d'une zone sinistrée ou sur laquelle se dirige un sinistre. Ils permettent d'acheminer rapidement de l'aide sur les lieux de l'accident ou d'une catastrophe, et d'évacuer les victimes.

## Inconvénients

### Pollution
Les transports motorisés par des moteurs thermiques utilisant des carburants fossiles, sont à l'origine d'émissions polluantes (directes et indirectes) dommageables pour l'environnement. Ces polluants sont plus ou moins dispersés selon leur nature, leurs poids moléculaires, la météo et les turbulences générées par les véhicules (fortement liées à leur vitesse). Tous les véhicules terrestres nécessitent des infrastructures (routes, canaux…) facteur de fragmentation écologique des habitats et milieux naturels, et pour certains sont facteurs de mortalité animale (roadkill).
Pour les voitures insérées dans le flux de circulation, des études[réf. non conforme] ont montré que le conducteur et les passagers sont exposés dans l'habitacle à des taux de pollution de l'air pouvant être jusqu'à cent fois plus élevée que la pollution de fond des grandes villes. Des solutions pour des véhicules plus propres tels que les automobiles hybrides ou seulement électrique ou solaire sont envisagées, notamment en ce qui concerne les véhicules individuels.
Les véhicules sont aussi une source de dispersion non contrôlée de propagules (éventuellement espèces invasives ou pathogènes). C'est pourquoi des rotoluves et autres systèmes de désinfection sont prévus dans les plans de lutte contre les épidémies ou pandémies.

### Dépendance énergétique
La civilisation des transports repose sur une énergie à bon marché, essentiellement d'origine fossile à ce jour. L'évolution comparée des besoins toujours croissants en carburants d'origine fossile et des stocks disponibles non renouvelables fait craindre des difficultés à venir, à plus ou moins long terme (dix à quarante ans) selon les spécialistes. Il n'y a pas pour l'instant d'alternative économique aux carburants pour les navires et surtout pour les avions (dont la charge utile dépend étroitement du rendement énergétique du combustible embarqué).

### Accidentologie
Le déplacement des véhicules est, par nature, générateur de risque, d'autant plus important que leur vitesse et leur poids sont élevés. De ce fait, les conditions d'utilisations sont souvent réglementées (aptitude à la conduite, formation, contrôle technique, vitesse limite, infrastructure réservée, etc.).

## Prospective
On attend de plus en plus d'un véhicule et du « véhicule du futur » qu'il soit écoconçu, solide et durable, sûr, rapide et silencieux, pas ou peu polluant, éventuellement polycarburant ou hybride rechargeable, recyclable, ou (ex. : téléphérique urbain, métro, métro suspendu…) qu'il puisse se déplacer sans routes ni grandes infrastructures au sol, ce qui limiterait les effets de fragmentation écologique induits par les transports en raison des voies physiques qu'ils utilisent (routes, voies ferrées, canaux).
Un véhicule peut aussi être partagé ou proposé dans le cadre d'une économie de service (le client achète alors le transport d'un point à un autre, et non le véhicule dont l'achat, la maintenance (préventive et curative), l'assurance, le recyclage, etc. qui sont pris en charge par un tiers mais inclus dans le prix du service rendu.